# Соколовка (Свердловская область)
Соколовка — посёлок в городском округе Верхняя Пышма Свердловской области. С 7 августа 1996 года по июль 2020 года управлялся Красненским сельским советом.

## География
Населённый пункт расположен в истоке небольшого притока реки Адуй в 12,5 километрах на север от административного центра округа — города Верхняя Пышма.

### Часовой пояс
Соколовка как и вся Свердловская область, находится в часовой зоне МСК+2. Смещение применяемого времени относительно UTC составляет +5:00.

## Население
| 2002 | 2010 |
| ---- | ---- |
| 187  | ↗229 |

## Инфраструктура
Посёлок разделён на восемь улиц (Боровая, Гражданская, Загорная, Запрудная, Красная, Лесная, Овощеводов, Полевая).